# Janis Arzumanidis
Janis Arzumanidis (* 22. října 1986) je bývalý řecký zápasník.

## Sportovní kariéra
Je rodákem z chalkidické obce Nea Silata (Νέα Σίλατα). Zápasení se věnoval vrcholově v Soluni. Střídal různé úpolové sporty. Nejlepších výsledků dosahoval v olympijském zápasu – ve volném stylu. V období 2009 až 2012 patřil mezi přední světové volnostylaře. Svojí snahu však nezakončil úspěšnou kvalifikací na olympijské hry v Londýně v roce 2012 a na olympijské hry v Riu v roce 2016. V mezidobí se jako profesionál věnoval populárním ultimátním zápasům.

## Výsledky – volný styl
| Turnaj             | 2009 | 2010 | 2011 | 2012 | 2013 | 2014 | 2015 | 2016 |
| Turnaj             | 23   | 24   | 25   | 26   | 27   | 28   | 29   | 30   |
| Turnaj             | -120 | -120 | -120 | -120 | -120 | -125 | -125 | -125 |
| ------------------ | ---- | ---- | ---- | ---- | ---- | ---- | ---- | ---- |
| Olympijské hry     |      |      |      | —    |      |      |      | —    |
| Mistrovství světa  | 3.   | 3.   | úč.  |      | —    | —    | úč.  |      |
| Evropské hry       |      |      |      |      |      |      | úč.  |      |
| Mistrovství Evropy | 5.   | 8.   | 5.   | —    | —    | úč.  | úč.  | úč.  |